# صعوه عربی
صعوه عربی (نام علمی: Prunella fagani) نام یک گونه از راسته گنجشک‌سانان است.